# 吉灵人
吉灵人，或译为吉宁人，是东南亚地区用于指称印度裔的词汇，特别是指淡米尔人或来自南印度的族群。「吉灵」最初为中性词，源自印度古国「羯陵伽」（Kalinga），但自20世纪中期以来，该词逐渐被视为种族歧视用语。「吉灵人」一词主要在东南亚地区使用，尤其是有淡米尔人社群存在的国家，如马来西亚、印度尼西亚、新加坡和汶莱，现在则被视为是对印度裔的冒犯性称呼。

## 词源

### 古代
「吉灵」（Keling）一般认为是源于古印度的羯陵伽王国（Kalinga），之后在古代东南亚逐渐成为印度及其人民的通称。在英语的「India」一词被引入之前，马来语常用「Keling」（吉灵）指代印度国家，「Benua Keling」（吉灵大陆）则指代印度次大陸。例如在17世纪成书的马来文献《马来纪年》（Sejarah Melayu）中，即有记载吉灵国王罗闍苏兰（Raja Shulan）与其后裔罗闍朱兰（Raja Chulan）一同出征中国。学者认为罗闍朱兰就是印度南部注辇王朝（Chola）的国王拉真陀罗一世 。
中國的罗闍聽得這些情報，大為震驚，便對大臣們說：「如果吉寧羅闍到來，國家定遭覆亡，卿等有何妙策可以阻止他？」
明代航海家马欢所著《瀛涯胜览》也有记载印度的柯枝国（Cochin）有五等人，其中四等人为「革令」，即是「Keling」的音译，他们的职业主要是牙保（中介商人或担保人）：
國人有五等：一等名南毗，與王同類，內有剃頭掛線在頸者，最為貴族；二等回回人；三等名哲地，皆是有錢財主；四等人名革令，專與人為牙作保；五等人名木瓜。木瓜者，至低賤之人也。
16世纪葡萄牙探险家卡斯达聂达曾记述在1528年至1538年间马六甲的吉灵人社群。当时马六甲的北部城区居住着被称为「Quelins」的商人，该处的城市规模比其他地区都大。此后荷兰殖民者也使用「Clings」或「Klingers」来称呼马六甲的印度裔居民。在英国殖民者的文献中，「Kling」一词也用于描述来自印度胡茶辣和科羅曼德海岸的移民。19世纪英国学者约翰克劳福（John Crawfurd）也提到，马来人和爪哇人使用「Kling」一词作为对所有印度斯坦（北印度）人以及印度整体的统称。

### 近现代
近现代以来，马来西亚、新加坡和汶莱的华人社群使用「吉灵」一词对应「Keling」，用于指代印度裔人士，如1895年李锺珏《新嘉坡风土记》中所记载：
巫来由人，通谓之土人，有书作穆拉油者，闽广人读无为莫之去声，故巫亦读穆。其自印度一带来者，谓之吉灵人。又有波斯一带者，谓之齐智人。土人有黑有白，吉灵、齐智俱肤黝如墨，其以布蔽下体，不衫不裤，三种人大略相同。
一般认为「吉灵」从原本的中性词转变成蔑称是始于19世纪与20世纪期间。一种流传甚广的民间说法认为，「吉灵」是起源于英殖民时期被带到南洋从事劳工的印度囚犯，当时他们佩戴的脚镣在地面拖行时发出声响，因此当地马来人便将其谐音成“kling”（吉灵），再用以泛指当地的印裔族群。有关此说法的文献记录，可以追溯到英文报刊《新加坡自由报》在1927年的一份报道： 
《马来亚通讯报》指出，许多新兴国家曾被用作母国移除流浪者或囚犯阶级的弃置地，这些人既可从母国移除，又能在新土地的初期开发中派上用场。例如，乔治亚州最初由前囚犯垦殖，澳大利亚也曾使用英国囚犯劳工。同样地，来自印度的苦力囚犯也被带到马来亚。由于他们以锁链工队的形式工作，马来人形象地根据他们脚镣发出的叮当声，称呼他们为“orang kling”（吉灵人）。至少传说是这样说的。无论如何，「吉灵人」这一称呼逐渐成为对印度人的通称。但随着更具有社会地位的印度裔移民陆续抵达，这一称呼也开始带有了不应有的贬义色彩，并长期成为印裔社群困扰的问题。

## 使用

### 华人
在马来西亚、新加坡和汶莱的华人社群中，常有使用「吉灵」一词称呼印度裔人士，如福建话「吉灵仔」（白话字：kiet-lêng-á）、广东话「吉灵人」（粤拼：git1 ling4 jan4）、潮州话「吉灵囝」（白话字：kit-lêng-kiáⁿ）等。虽然最初「吉灵人」为中性词，但在现代被视为带有贬义。

#### 案例
在2025年新加坡大选期间，新加坡民主党候选人袁麒钧（Gigene Wong）在一场竞选集会上，以福建话「吉灵仔」称呼同党候选人阿里芬（Ariffin Iskandar Sha），引发印度裔社群不满。袁麒钧随后为其冒犯性用词致歉。

### 马来人
在马来人社群中，马来语「keling」（吉灵）一词最初为指代印度裔人士的中性用语。然而从20世纪中期开始，由于马来西亚的社会政治因素，「吉灵」一词被用于蔑称印度裔移民后代，以致这一词汇逐渐带有贬义色彩，如今被视为对印度裔的侮辱性称呼。

#### 案例
2016年8月，马来西亚前首相马哈迪以「吉灵」一词称呼印裔，引发印裔族群不满。2018年4月，马哈迪再度使用「吉灵」一词称呼印裔，掀起强烈反弹。随后他为此道歉，并重申无意羞辱任何人。
2021年10月，马来西亚印裔女单羽毛球员吉苏娜，在球赛战败后遭受种族霸凌。吉蘭丹巴西富地土著團結黨署理主席波汉努丁仄拉欣（Borhanudin Che Rahim）在社交媒体称「大马羽总从哪个乡区捡来的吉灵，如何能担任大马队主力？」。在事情發酵後，他公開道歉并辭去黨內職位。
2025年2月，马来西亚雪兰莪州雪邦哥打华丽山一家烤玉蜀黍档口，被发现摆放带有种族歧视意味的标语：「抱歉，这玉蜀黍不卖给吉灵人」。事件引发印裔社群强烈不满。随后该马来裔小贩公开道歉并被警方逮捕，最终在破坏公共安宁控状下认罪被判罚款。

## 地名
由于历史原因，马来西亚和新加坡有多个地名带有“吉灵”一词。
在槟城乔治市，有一座「吉灵甲必丹清真寺」（Masjid Kapitan Keling）。此外，槟城福建话的多个街道名称中也包含“吉灵”一词，如「吉灵万山」（白话字：Kiet-lêng bān-san，英语：Chowrasta Market）和「吉宁街」（白话字：Kiet-lêng-ke，英语：Market Street）等。
在马六甲市中心，有一座「甘榜吉灵清真寺」（Masjid Kampung Kling），也有条巷道华人称为「吉灵街」（Lorong Hang Jebat）。此外海边也有一座渔村叫「丹绒吉灵」（Tanjong Keling）。
在新加坡，裕廊工业区有一条道路名为丹绒吉灵路（Tanjong Kling Road）。新加坡的珠烈街（Chulia Street）和克罗士街（Cross Street）过去也被称为「吉宁街」。